# نیسان اس-کارگو
نیسان اس-کارگو (Nissan S-Cargo) خودرویی است که در سال‌های ۱۹۸۹–۱۹۹۲تولید شده‌است.
این خودرو در کلاس ون قرار گرفته، طراحی آن خودروهای موتور جلو-محور جلو بوده طول آن در حالت طبیعی ۱۳۷ اینچ (۳٬۵۰۰ میلیمتر)، عرض آن در حالت طبیعی ۶۲٫۸ اینچ (۱٬۶۰۰ میلیمتر) و ارتفاع آن در حالت طبیعی ۷۲٫۴ اینچ (۱٬۸۴۰ میلیمتر) است. سیستم جعبه‌دندهٔ آن به صورت خودکار است.